# Igreja Católica Grega da Croácia e da Sérvia
A Igreja Católica Grega da Croácia e da Sérvia é uma igreja católica oriental (sui iuris) do Rito Bizantino que está em plena união com a Igreja Católica. Consiste na Eparquia Católica Grega de Križevci, cobrindo a Croácia, Eslovênia e Bósnia-Herzegovina, e a Eparquia Católica Grega de Ruski Krstur, cobrindo a Sérvia. A eparquia de Križevci foi chefiada pelo bispo Nikola Kekić até sua aposentadoria em março de 2019 e, desde então, a eparquia é governada pelo administrador apostólico Milan Stipić. A Eparquia de Ruski Krstur é chefiada pelo bispo Đura Džudžar desde sua nomeação em 2003 (até 2018 como exarca apostólico).
Embora duas eparquias estejam canonicamente ligadas, a Igreja não possui estrutura unificada, nem uma província eclesiástica própria, já que a Eparquia de Križevci é sufragã da Arquidiocese Católica Romana de Zagreb, e a Eparquia de Ruski Krstur está diretamente sujeita à Santa Sé. 

## História
Até 2001, a Eparquia Católica Grega de Križevci tinha plena jurisdição sobre todos os católicos orientais do rito bizantino em todo o território da ex-Iugoslávia, incluindo todos os seus estados sucessores: Croácia, Eslovênia, Bósnia e Herzegovina, Sérvia, Montenegro e Macedônia do Norte. Durante esse período, reuniu principalmente fiéis entre os croatas no centro e leste da Croácia, entre os rusynos da Panônia ou ucranianos no leste da Croácia, norte da Bósnia e norte da Sérvia e entre macedônios no norte da Macedônia. 
Após a formação de estados sucessores independentes do que fora a Iugoslávia, foi iniciado o processo de reorganização administrativa. Em 2001, foi formado um Exarcado Apostólico Católico Grego da Macedônia para católicos gregos no norte da Macedônia. Foi totalmente separado da Eparquia de Križevci e proclamado como diretamente sujeito apenas à Santa Sé.
Em 2003, um novo exarcado apostólico foi criado para os católicos gregos na Sérvia e Montenegro, o Exarcado Apostólico da Sérvia e Montenegro. Seu primeiro exarca Đura Džudžar (Ђура Џуџар) foi nomeado em 2003, com residência em Ruski Krstur. Este exarcado permaneceu associado à Eparquia de Križevci. 
Após essas mudanças, a jurisdição da Eparquia de Križevci ficou confinada à Croácia, Eslovênia e Bósnia-Herzegovina. 
Em 2013, todos os católicos do rito bizantino no Montenegro foram confiados aos bispos latinos locais, portanto a jurisdição do Exarcado Apostólico da Sérvia e Montenegro foi reduzida apenas para a Sérvia. O Exarcado Apostólico da Sérvia foi elevado à Eparquia Católica Grega de Ruski Krstur em dezembro de 2018.

## Liturgia e extensão
A liturgia é a forma eslava do rito bizantino, usando a língua eslava da igreja antiga e o alfabeto cirílico. 
A Eparquia de Križevci registrou para o ano de 2010 um total de 21.509 fiéis (na Croácia, Eslovênia e Bósnia-Herzegovina). Naquela época, o Exarcado Apostólico da Sérvia e Montenegro registrou 22.369 fiéis.

## Galeria

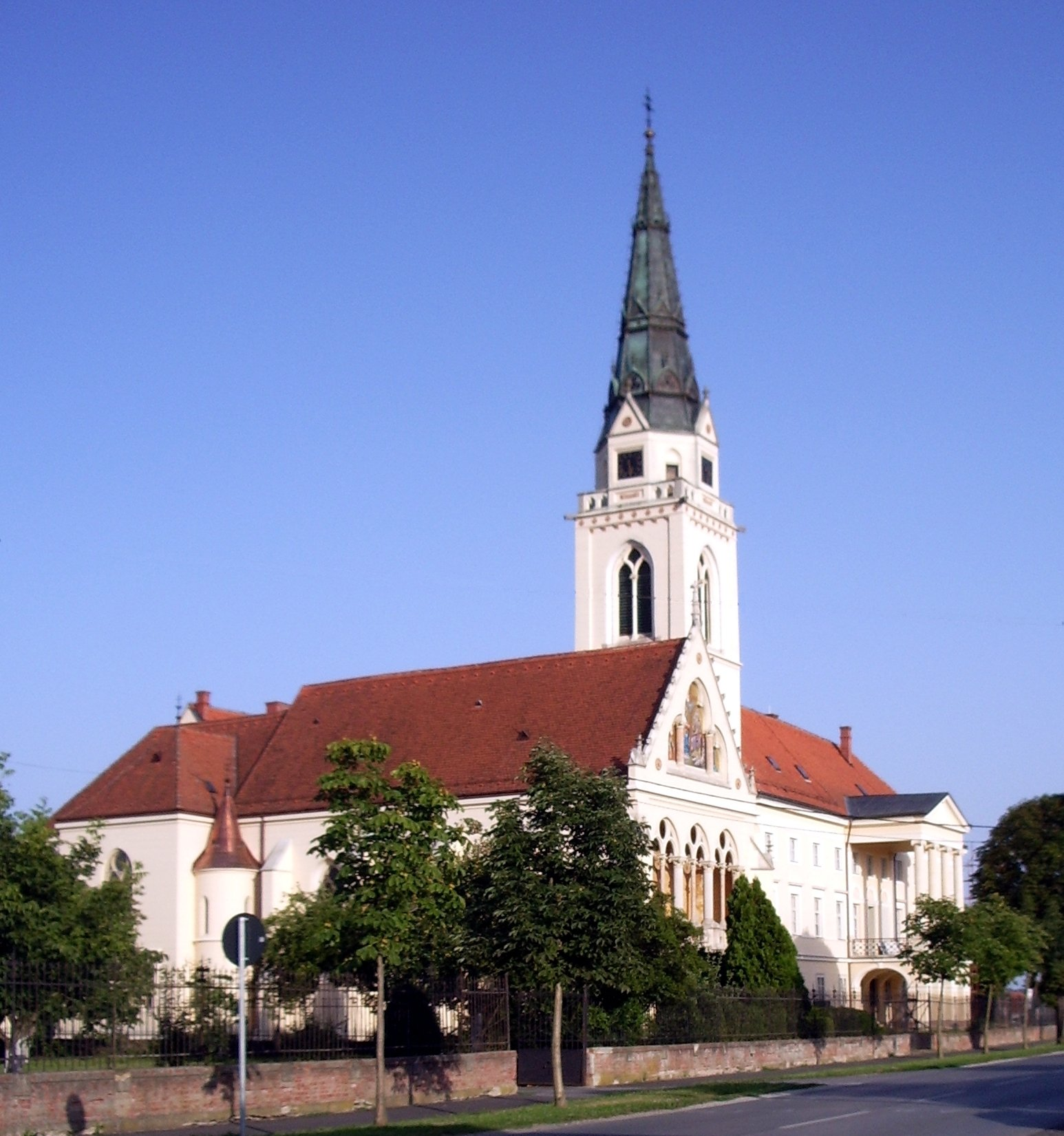
Catedral da Santíssima Trindade em Križevci, Croácia
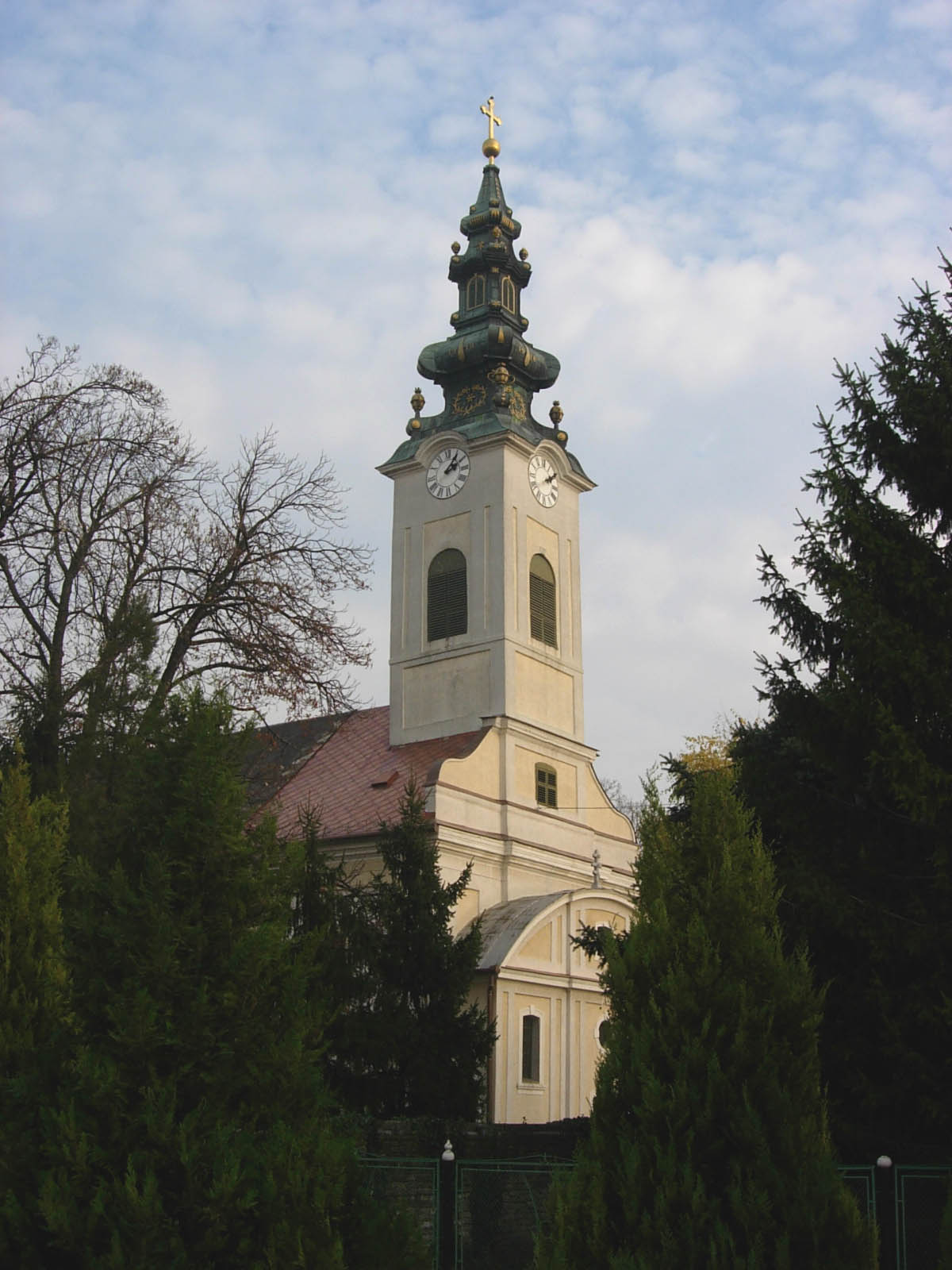
Catedral de São Nicolau em Ruski Krstur, Sérvia
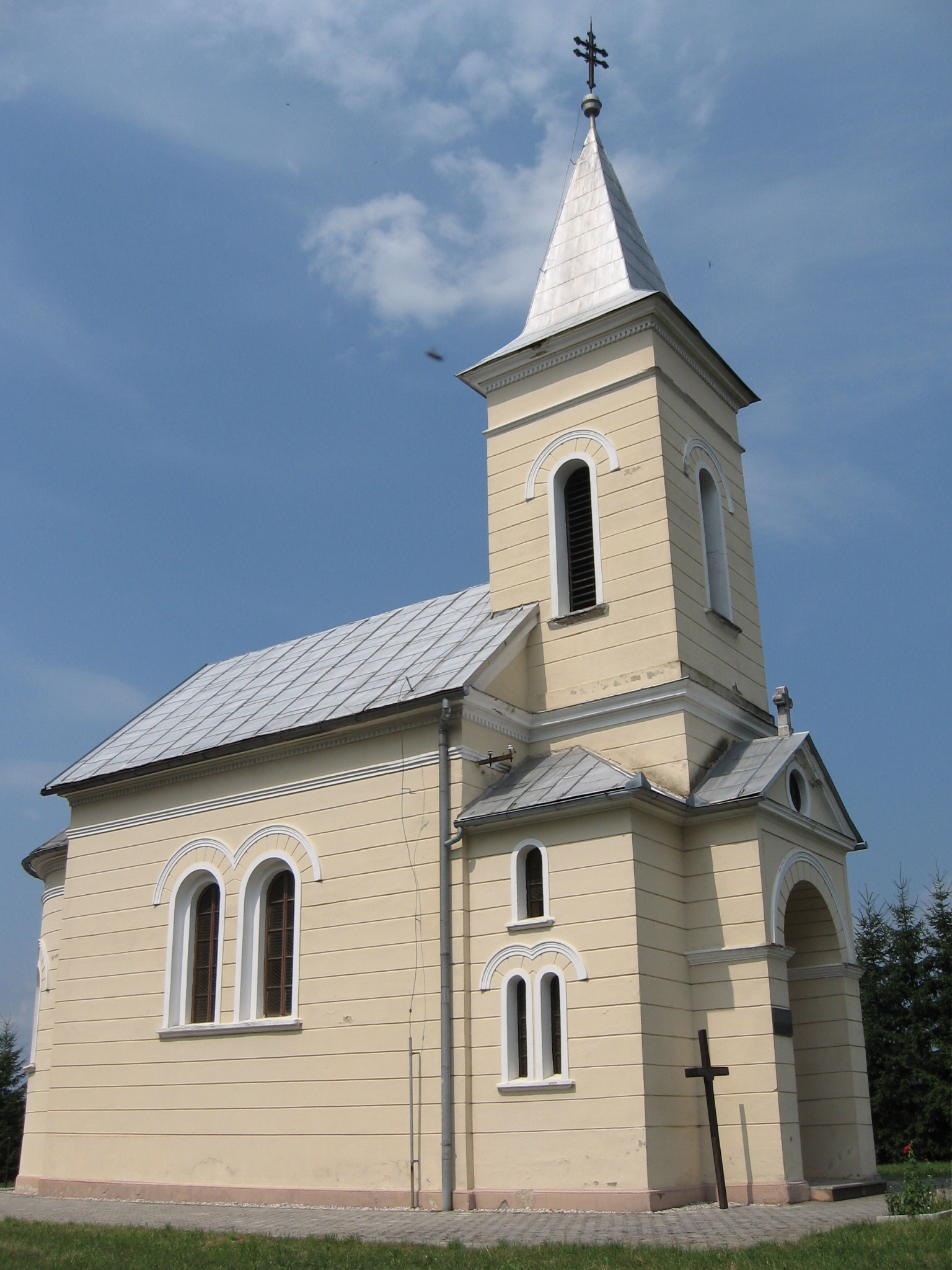
Igreja Católica Grega de São Cirilo e Metódio em Metlika, Eslovênia